# Matsuri

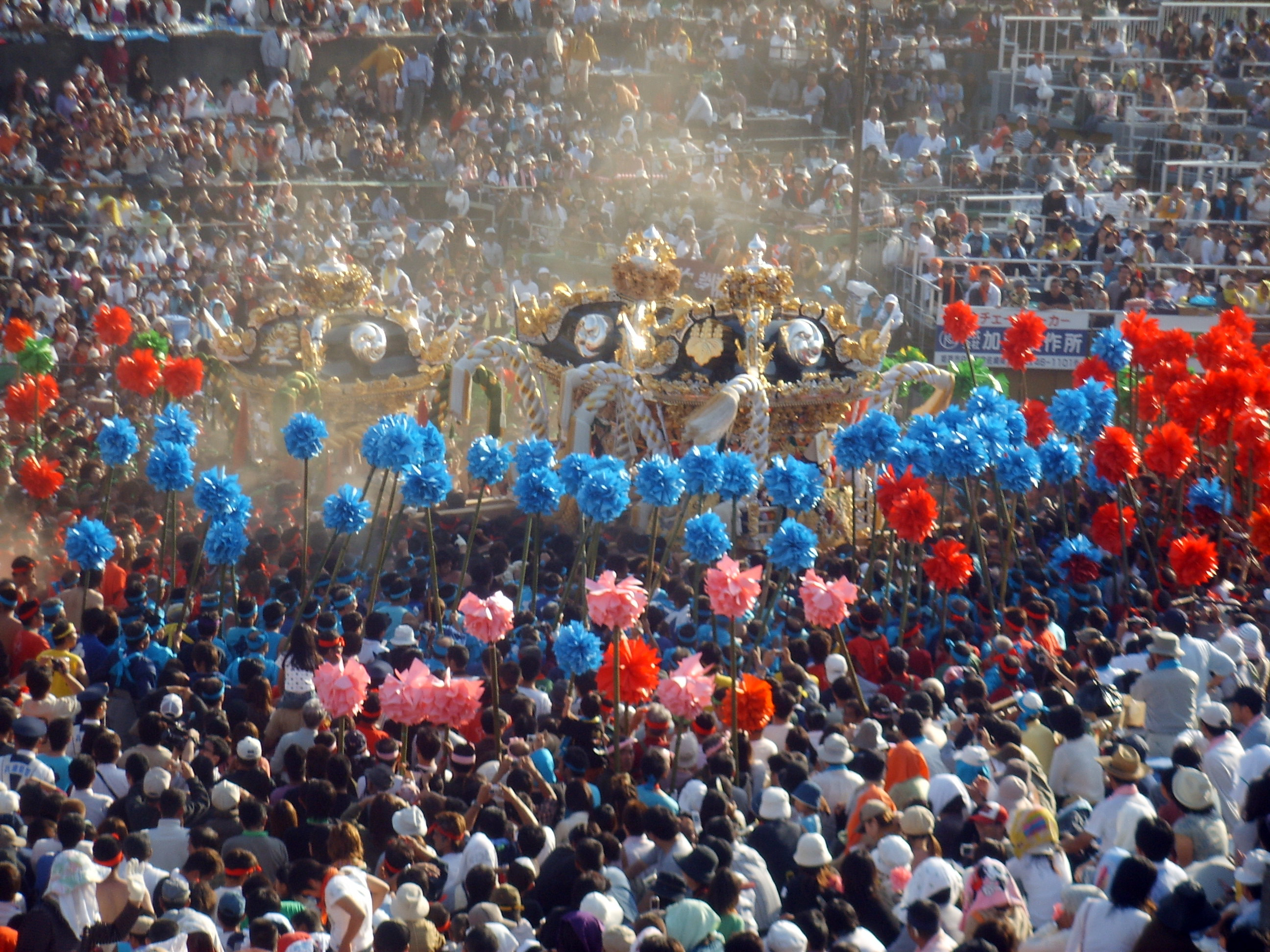
Nada no Kenka Matsuri in Himeji in der Präfektur Hyōgo

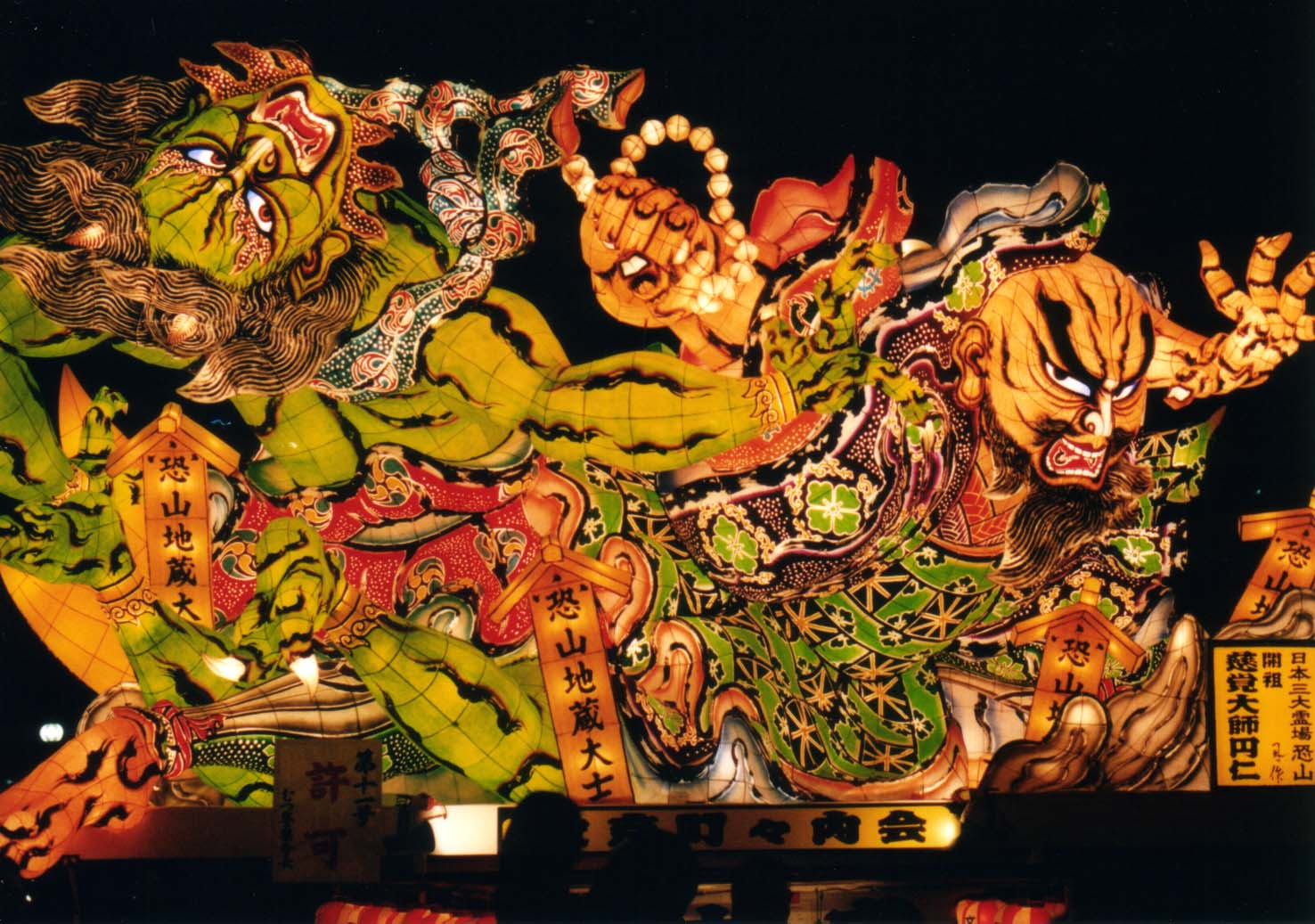
Nebuta Matsuri in Aomori

Matsuri (japanisch 祭り oder 祭) sind japanische Volksfeste. Sie unterscheiden sich durch regionale Besonderheiten und stehen oft im Zusammenhang mit dem örtlichen Shintō-Schrein oder buddhistischen Tempel.
Matsuri sind ausgelassene Feste, die aus dem Jahresablauf der Bauern entstanden sind. Es gibt kein landesweites Matsuri in ganz Japan, aber charakteristisch sind Frühlingsfeste zur Zeit der Kirschblüte (Hana-Matsuri) und herbstliche Feste, die im Zusammenhang mit der Reisernte stehen. Mit den Matsuri verbunden sind Tanz, Musik, Sake-Gelage und Essen. Höhepunkt ist der festliche Umzug von Mikoshi-Schreinen.

## Berühmte Matsuri
- Aoi-Matsuri in Kyōto
- Gion-Matsuri in Kyōto
- Hakata Gion Yamakasa in Fukuoka
- Hinamatsuri (Mädchenfest)
- Ise-machi Matsuri in der Präfektur Gunma
- Jidai-Matsuri
- Kanda-Matsuri
- Kishiwada Danjiri Matsuri in Kishiwada
- Nada no Kenka Matsuri in Himeji
- Nebuta Matsuri
- Sanno Matsuri in Aomori
- Sanja Matsuri in Tokio
- Sapporo-Schneefestival
- Tanabata Matsuri in Asagaya, (Tokio)
- Tenjin-Matsuri in Osaka (Ōsaka Tenman-gū)
- Shingen-kō Matsuri in Kōfu
- Yukimatsuri